# صوت أمريكا الحقيقي
صوت أمريكا الحقيقي (بالإنجليزي: Real America's Voice) هي قناة تلفزيونية يمينية إلى يمينية المتطرفة    ، تعمل عبر الكببل والأقمار الصناعية، تأسست في عام ٢٠٢٠، ويملكها روبرت جي سيج .   وقد روجت الشبكة والحضور عبر الإنترنت لنظريات المؤامرة اليمينية المتطرفة، بما في ذلك إشاعات حول كوفيد-١٩ ، ونظريات المؤامرة حول انتخابات ٢٠٢٠ ، ونظرية كيو أنون .   الشبكة هي قناة شقيقة لقناة WeatherNation TV .  ليس لها علاقة بالتلفيزون الوطني التمكيني السابق في أواخر التسعينيات، والذي تم تغيير علامته التجارية إلى "صوت أمريكا" في سنواته الأخيرة.

## الشخصيات
من بعض الشخصيات البارزة للشبكة هم: ستيف بانون  ، تشارلي كيرك  ، تيد نوجنت  ، جينا لودون  ، جون سولومون  وفرانك جافني . 
ومن بين الشخصيات البارزة السابقة في الشبكة هم: الحاكم السابق لولاية "ميسوري" إريك جرايتنز ،  المرشح الجمهوري لمنصب حاكم ولاية ميشيغان لعام ٢٠٢٢ تيودور ديكسون ،  وإد هنري . 

## تسرب البيانات بواسطة SiegedSec
في ١٥ أبريل ٢٠٢٤، أفادت مجموعة الاختراق الناشطة المؤيدة لحقوق المتحولين جنسياً SiegedSec عبر تيليجرام وتويتر أنها اخترقت مضيف خدمات أمازون ويب التابع لهم. لقد شرعوا في تسريب المعلومات الشخصية لأكثر من ١٢٠٠ مستخدم إلى جانب مسح حازمات أمازون إس ٣ الخاصة بهم.  